# 6 Batalion Pancerny

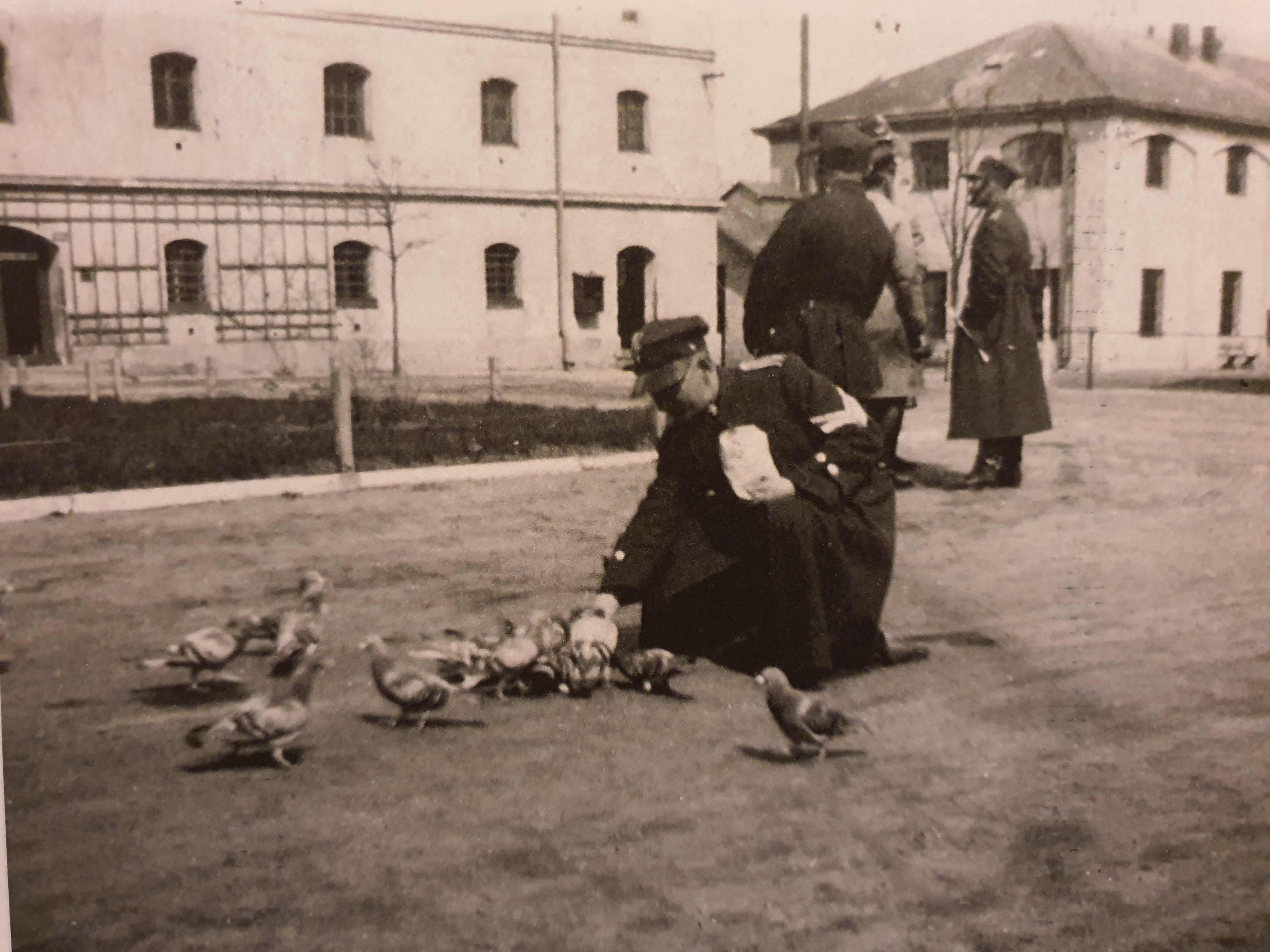
Koszary 6. Batalionu Pancernego przy ul. Janowskiej we Lwowie

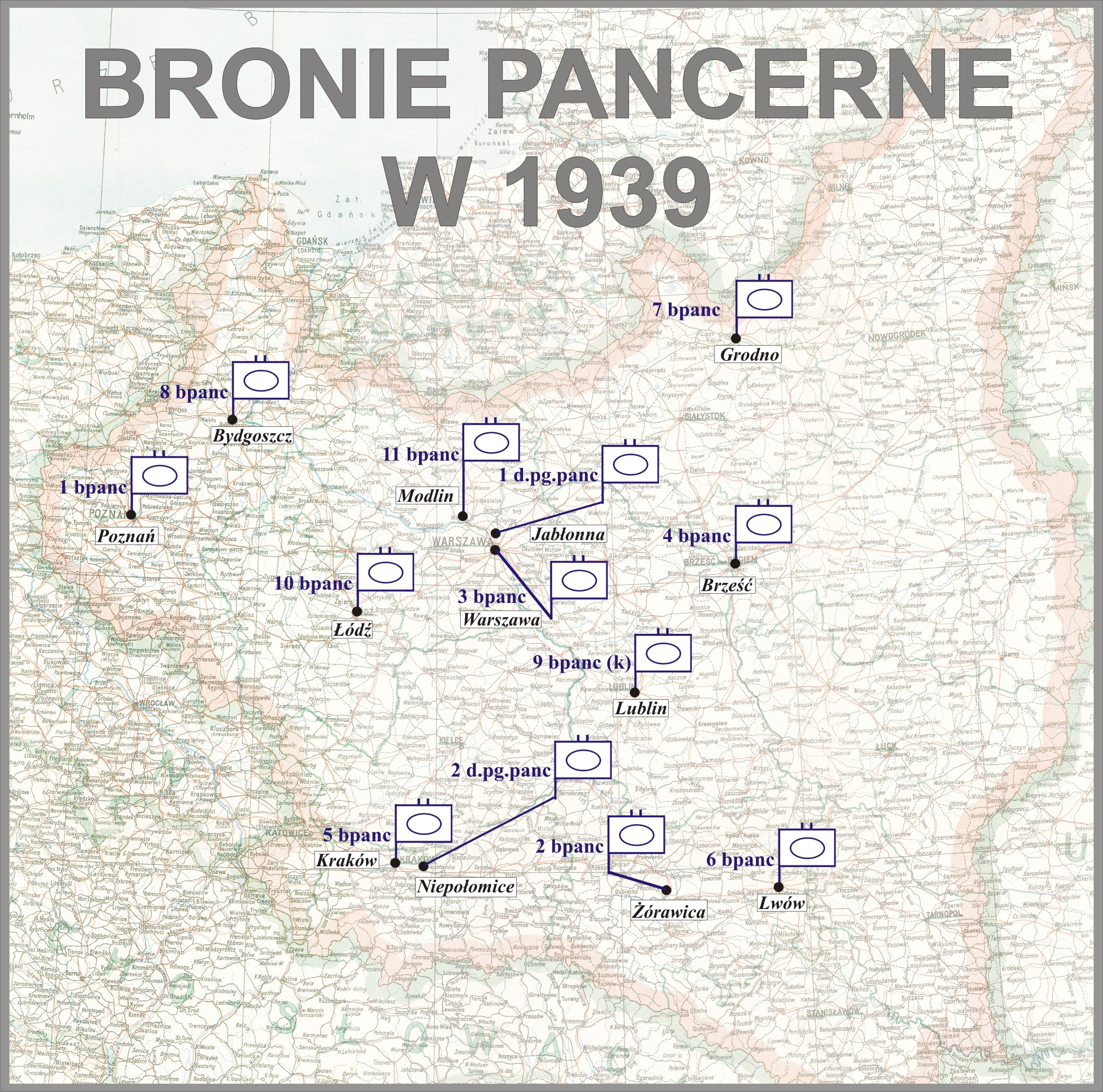
Bronie Pancerne Wojska Polskiego w 1939 przed wybuchem II wojny światowej

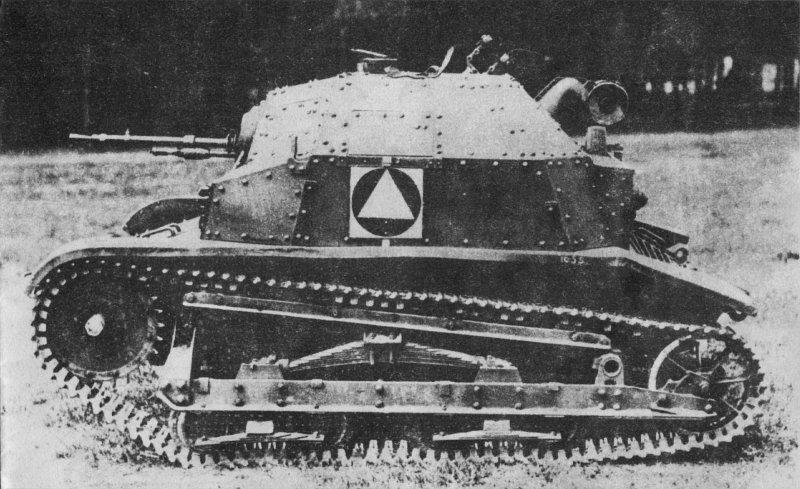
czołg TKS

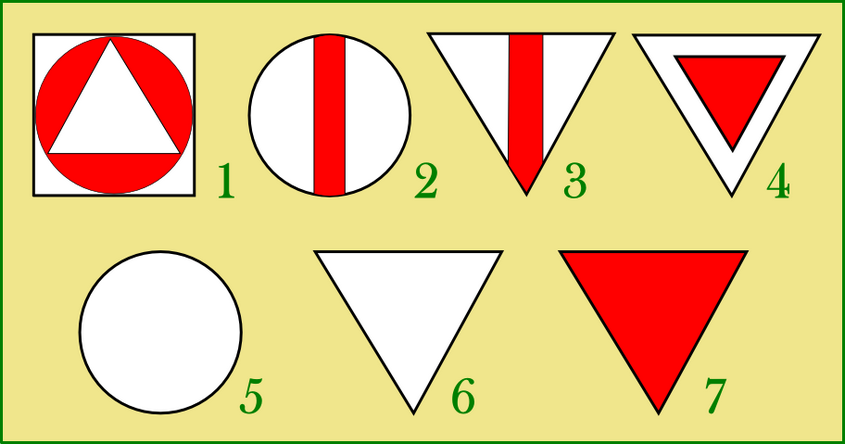
Znaki taktyczne malowane na czołgach lekkich i rozpoznawczych

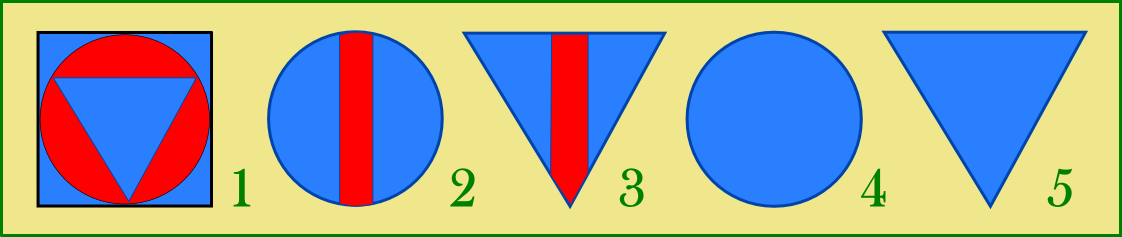
Znaki taktyczne malowane na pojazdach pancernych

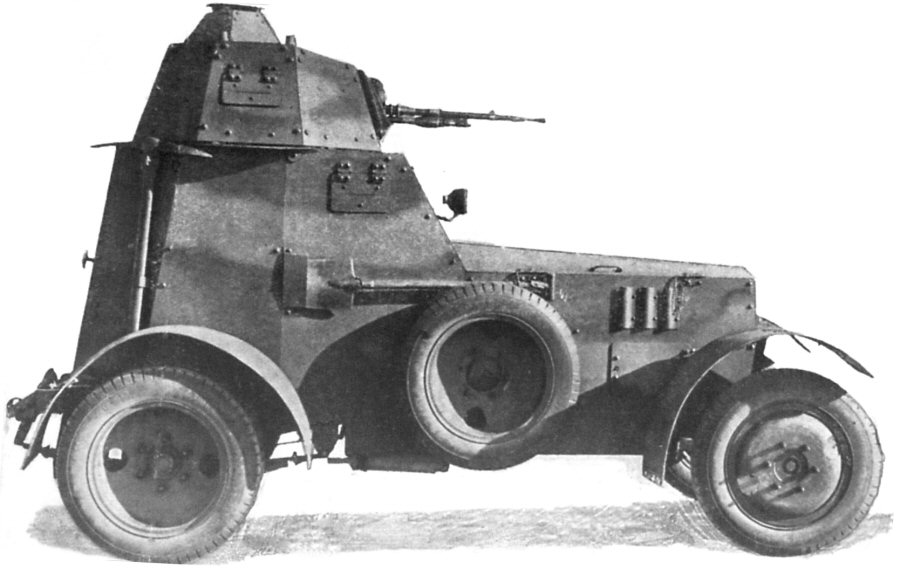
Samochód pancerny wz. 34

6 Batalion Pancerny  (6 bpanc) – oddział broni pancernych Wojska Polskiego w II Rzeczypospolitej.
Batalion był  jednostką wojskową istniejącą w okresie pokoju i spełniająca zadania mobilizacyjne wobec oddziałów i pododdziałów broni pancernej.  Spełniał również zadania organizacyjne i szkoleniowe. Stacjonował we Lwowie. W 1939, po zmobilizowaniu jednostek przewidzianych planem mobilizacyjnym, został rozwiązany.

## Formowanie i zmiany organizacyjne
Wiosną 1934 6 dywizjon samochodowy, stacjonujący w garnizonie Lwów, został przeformowany w 6 batalion czołgów i samochodów pancernych. W skład nowego oddziału zostały włączone dwie kompanie czołgów i jedna kompania szkolna z byłego 3 pułku pancernego. W 1935 6 batalion czołgów i samochodów pancernych został przeformowany w 6 batalion pancerny. W maju 1937 baon został podporządkowany dowódcy 2 Grupy Pancernej.
Święto batalionu było obchodzone 15 sierpnia, w rocznicę otrzymania sztandaru i złożenia przysięgi na sztandar.
15 lipca 1939 na uzbrojeniu i wyposażeniu baonu znajdowały się 73 lekkie czołgi rozpoznawcze (tankietki) TK-3 i TKS, 17 samochodów pancernych wz. 1934, 156 samochodów ciężarowych, 24 samochody specjalne, 18 samochodów osobowych, 68 motocykli i 26 przyczepek. Batalion należał do typu I. Stacjonował we Lwowie

## Mobilizacja
6 batalion pancerny był jednostką mobilizującą. W 1939 zgodnie z planem mobilizacyjnym "W" sformował trzynaście pododdziałów broni pancernych:
w mobilizacji alarmowej, grupie jednostek oznaczonych kolorem żółtym i czerwonym od A+36 do A+60:
- 61 dywizjon pancerny dla Kresowej BK
- 62 dywizjon pancerny dla Podolskiej BK
- 61 samodzielna kompania czołgów rozpoznawczych dla Armii „Kraków”
- 62 samodzielna kompania czołgów rozpoznawczych dla Armii „Modlin”
- 63 samodzielna kompania czołgów rozpoznawczych dla Armii „Modlin”
- kolumna samochodów osobowych nr 61 dla odwodu NW[e] - ppor. rez. Dionizy Choraszewski[5]
- kolumna samochodów sanitarnych PCK typ I nr 601 (Fiat 614) dla Armii „Kraków”
- kolumna samochodów ciężarowych typ I nr 651 (Ursus) dla Armii „Kraków”

w I rzucie mobilizacji powszechnej od 5 do 7 dnia mobilizacji:
- kolumna samochodów ciężarowych typ II nr 652 (Berliet) dla Armii „Prusy”
- kolumna samochodów ciężarowych typ II nr 653 dla Armii „Kraków”
- kolumna samochodów osobowych i sanitarnych w kraju nr 6 dla OK VI
- kolumna samochodów ciężarowych w kraju nr 61 dla OK VI

w II rzucie mobilizacji powszechnej:
- park stały broni pancernych nr 61 dla odwodu NW - kpt. Tadeusz Kannenberg

Po rozwiązaniu 6 batalionu pancernego, nadwyżki osobowe i sprzętowe zostały jako Oddział Zbierania Nadwyżek 6 bpanc., skierowane po wybuchu wojny do Ośrodka Zapasowego Broni Pancernych typ III nr 3 w Żurawicy.

## Żołnierze batalionu
Dowódcy batalionu
- mjr kaw. Janusz Górecki (1934 - 1936 → dowódca 5 bpanc)
- ppłk dypl. sap. Mieczysław Józef Wilczewski (1936 - 1937 ? 1938 → komendant SPSap)
- ppłk dypl. Tadeusz Adam Majewski[7] (1937-1939 → sztab Armii „Karpaty”)

Podoficerowie batalionu
- Zygmunt Wilczyński

Organizacja i obsada personalna w 1939
Obsada personalna batalionu w marcu 1939
| Stanowisko                                     | Stopień imię i nazwisko                                  |
| ---------------------------------------------- | -------------------------------------------------------- |
| dowódca batalionu                              | ppłk dypl. piech. Tadeusz Adam Majewski                  |
| I zastępca dowódcy                             | mjr Bolesław III Sokołowski                              |
| II zastępca dowódcy                            | mjr br. panc. Karol Kapałczyński †1940 Charków           |
| adiutant                                       | kpt. Tadeusz Poliszewski                                 |
| lekarz medycyny                                | kpt. lek. dr Eugeniusz Włodzimierz Żegota-Kniaźewski     |
| kwatermistrz                                   | mjr br. panc. Stanisław Ignacy Drążek                    |
| oficer mobilizacyjny                           | kpt. Bronisław Walerian Osiński                          |
| I zastępca oficera mobilizacyjnego             | kpt. adm. (piech.) Marian Konarzewski                    |
| II zastępca oficera mobilizacyjnego            | por. Włodzimierz Seniuta (*)                             |
| oficer administracyjno-materiałowy             | kpt. Ireneusz Władysław Mikulski                         |
| zastępca oficera administracyjno-materiałowego | chor. Stefan Jan Fliszczak                               |
| oficer gospodarczy                             | por. int. Stanisław Maria Schnayder                      |
| dowódca kompanii gospodarczej                  | kpt. Władysław I Czapliński                              |
| dowódca plutonu przewozowego OK VI             | chor. Roman Kazimierz Pieracki                           |
| dowódca plutonu łączności                      | por. Włodzimierz Seniuta (*)                             |
| dowódca kompanii szkolnej                      | kpt. Alfred Wilhelm Wójciński                            |
| instruktor                                     | por. Stefan Aleksander Kaliński                          |
| instruktor                                     | por. Michał Józef Kerz                                   |
| dowódca kompanii pancernej                     | por. Mieczysław Antoni Kosiewicz                         |
| dowódca kompanii czołgów TK                    | kpt. Stanisław Jan Szapkowski                            |
| dowódca plutonu                                | por. Stanisław Lesław Marian Niemczycki                  |
| dowódca szwadronu pancernego                   | kpt. br. panc. Bohdan Gadomski (do 19 V 1939 → 2 bpanc.) |
| dowódca plutonu                                | por. Henryk Pilawski                                     |
| dowódca kompanii motorowej                     | mjr br. panc. Konstanty Ciszowski                        |
| instruktor                                     | por. Dzięciołowski Antoni Marian                         |
| instruktor                                     | por. Dziurzyński Tadeusz Franciszek                      |
| instruktor                                     | chor. Światloń Andrzej Apolinary                         |
| dowódca plutonu                                | kpt. kontr. Cecwadze Wardisani Szakro                    |
| dowódca kolumny samochodowej                   | kpt. br. panc. Zygmunt Brodowski                         |
| zastępca dowódcy                               | por. Tabaczyński Jan Franciszek                          |
| komendant parku                                | kpt. br. panc. Tadeusz Teofil Jan Kannenberg             |
| kierownik warsztatów                           | kpt. br. panc. Ernest Krystian Walter                    |
| zastępca kierownika                            | chor. Stanisław Krzywoszyński                            |
| kierownik składnicy                            | chor. Michał Papież                                      |
| na stażu we Francji                            | kpt. Stefan I Wojciechowski                              |
| na kursie                                      | por. Jan Franciszek Rudowski                             |
| na kursie                                      | por.piech. Eugeniusz Hoffman                             |
| na kursie                                      | por. piech. Czesław Leopold Macuski                      |
| na kursie                                      | por. piech. Władysław Pogorzelski                        |

### Żołnierze 6 batalionu pancernego – ofiary zbrodni katyńskiej
Biogramy zamordowanych znajdują się na stronie internetowej Muzeum Katyńskiego
| Nazwisko i imię          | stopień              | zawód                  | miejsce pracy przed mobilizacją | zamordowany |
| ------------------------ | -------------------- | ---------------------- | ------------------------------- | ----------- |
| Babczuk Władysław        | porucznik rezerwy    | nauczyciel             | Gimnazjum w Drohobyczu          | Katyń       |
| Dąbrowski Romuald        | podporucznik rezerwy | inżynier mechanik      |                                 | Charków     |
| Goliński Stanisław       | kapitan rezerwy      | inżynier mechanik      | (e)                             | Charków     |
| Gosieniecki Zygmunt      | porucznik rezerwy    | artysta grafik         | (e)                             | Charków     |
| Hoffman Eugeniusz        | podporucznik         | żołnierz zawodowy      |                                 | Charków     |
| Kapałczyński Karol       | major                | żołnierz zawodowy      | (e)                             | Charków     |
| Lubicz-Monkiewicz Antoni | podporucznik rezerwy |                        |                                 | Charków     |
| Maculewicz Wacław        | kapitan w st. sp.    | żołnierz zawodowy      |                                 | Katyń       |
| Makowicz Aleksander      | porucznik rezerwy    | inżynier dróg i mostów |                                 | Charków     |
| Nodzyński Marian         | kapitan              | żołnierz zawodowy      |                                 | Katyń       |
| Podbiński Edward         | porucznik rezerwy    | inżynier               |                                 | Katyń       |

## Symbole batalionu
Sztandar

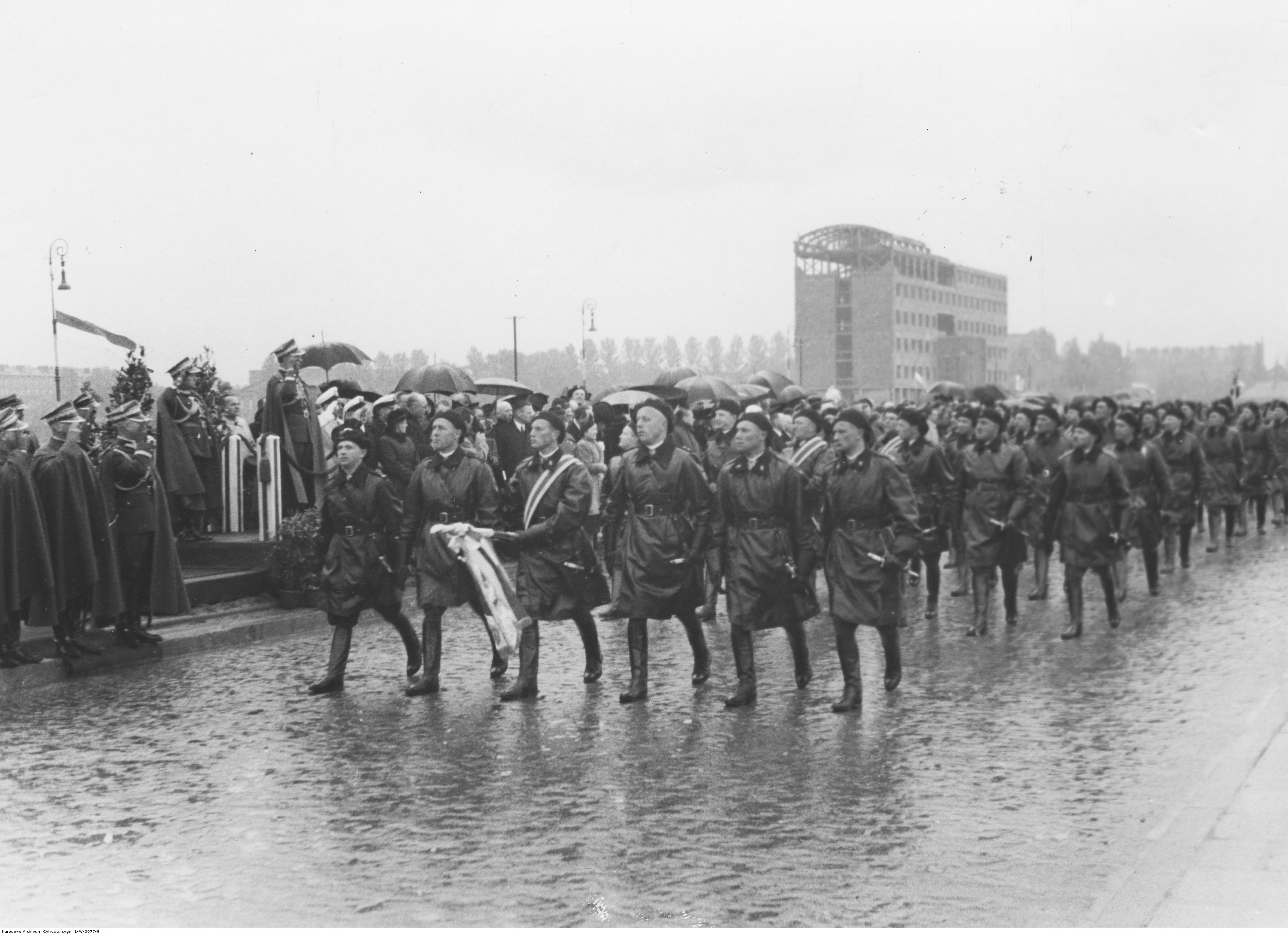
Wręczenie sztandarów jednostkom artylerii i broni pancernej w Warszawie – defilada; maj 1938

Zarządzeniem Prezydenta Rzeczypospolitej Polskiej z 25 marca 1938 nadano batalionowi sztandar. Jak wszystkie sztandary broni pancernych, posiadał on ujednoliconą prawą stronę płatu. Zamiast numeru oddziału, na białych tarczach między ramionami krzyża kawaleryjskiego występował Znak Pancerny. Znak ten był umieszczony również na przedniej ściance podstawy orła.
Na lewej stronie płatu sztandaru umieszczono:
- w prawym górnym rogu — wizerunek Matki Boskiej Ostrobramskiej
- w lewym górnym rogu — wizerunek św. Michała
- w prawym dolnym rogu — godło Lwowa
- w lewym dolnym rogu — odznaka honorowa 6 batalionu pancernego

26 maja 1938 na Polu Mokotowskim w Warszawie Minister Spraw Wojskowych generał dywizji Tadeusz Kasprzycki, w imieniu Prezydenta RP, wręczył sztandar dowódcy batalionu.
Obecnie sztandar eksponowany jest w Instytucie Polskim i Muzeum im. gen. Sikorskiego w Londynie.
Odznaka pamiątkowa
4 marca 1938 Minister Spraw Wojskowych zatwierdził wzór i regulamin odznaki pamiątkowej 6 bpanc. Brak jest danych o autorze projektu odznaki. Stanowił ja krzyż maltański, srebrny, oksydowany, emaliowany na czarno. Odznaki wykonywane były w wersjach: oficerskiej – emaliowanej i żołnierskiej – srebrzonej, bez emalii.